# Tomasz Wieszczycki
Tomasz Witold Wieszczycki (født 21. december 1971 i Łódź) er en polsk tidligere fodboldspiller (midtbane).

## Karriere

### Klubber
Wieszczycki spillede primært i hjemlandet, hvor han var tilknyttet ŁKS Łódź i sin fødeby samt hovedstadsklubberne Legia Warszawa og Polonia Warszawa. Med både ŁKS og Polonia var han med til at vinde det polske mesterskab. Han spillede også i Frankrig hos Le Havre AC samt i Grækenland hos OFI Kreta.

### Landshold
Wieszczycki spillede desuden elleve kampe og scorede to mål for det polske landshold.
Med landets U/23-hold deltog han ved OL 1992 i Barcelona, hvor holdet vandt sølv. Wieszczycki fik dog ikke spilletid ved denne lejlighed.